# Louis Hasselriis

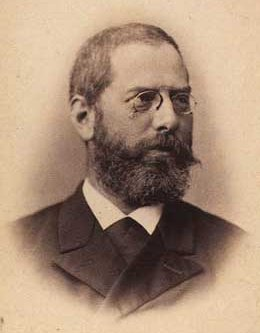
Louis Hasselriis, vor 1901

Louis Hasselriis (auch Ludvig Hasselriis; * 12. Januar 1844 in Hillerød; † 20. Mai 1912 in Frederiksberg bei Kopenhagen) war ein dänischer Bildhauer, der vor allem für seine Porträtskulpturen bekannt wurde.

## Leben und Wirken
Hasselriis machte zunächst eine eineinhalbjährige Lehre bei dem Bildschnitzer Wille in Kopenhagen und studierte dann von 1859 bis 1966 an der Kunstakademie in Kopenhagen u. a. bei Herman Wilhelm Bissen und war wie dieser stark vom Neoklassizismus Bertel Thorvaldsens geprägt. Er lebte von 1869 an längere Zeit in Rom, blieb aber stets in enger Verbindung zu seinem Geburtsland. So schuf er eine Shakespeare-Statue für Helsingör und für Kopenhagen Denkmäler dänischer Nationalhelden und Berühmtheiten wie Peder Schumacher Griffenfeld und Søren Kierkegaard. In Odense und in New Jersey befinden sich von Hasselriis geschaffene Statuen Hans Christian Andersens.
Zu seinen in Deutschland bekanntesten Werken gehört die Büste Heinrich Heines, die die Grabstele des Dichters auf dem Friedhof Montmartre in Paris ziert. Eine sitzende Marmorskulptur Heines, die Hasselriis 1873 angefertigt hatte, ließ Kaiserin Elisabeth von Österreich 1892 im Park ihres Schlosses Achilleion auf Korfu errichten. Von dort wurde sie 1909 auf Betreiben Kaiser Wilhelms II. entfernt, der das Schloss erworben hatte. Nach mehrmaligen Standortwechseln in der Hamburger Innenstadt und in Altona wurde sie schließlich in Toulon aufgestellt.

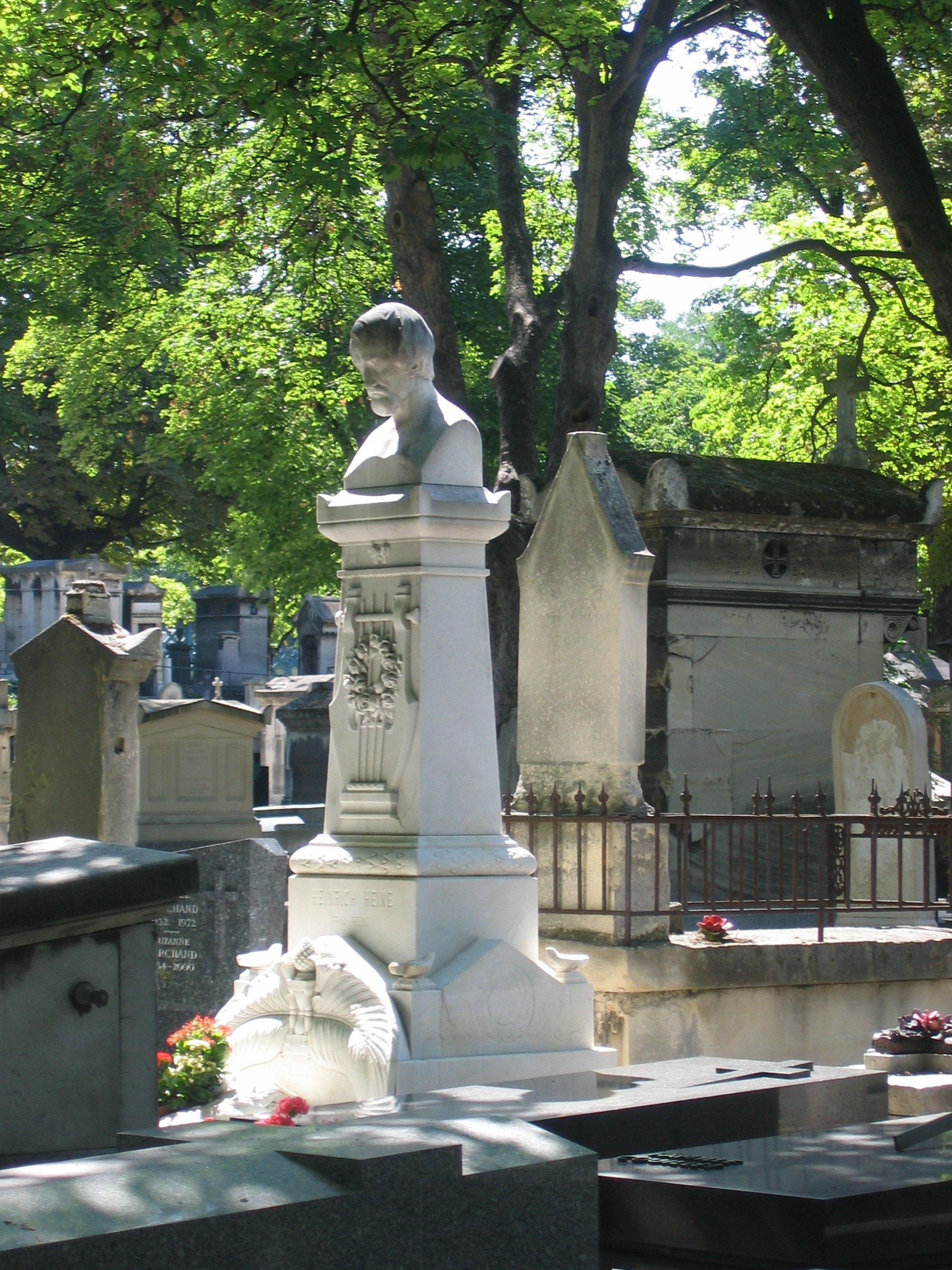
Grabbüste für Heinrich Heine in Paris
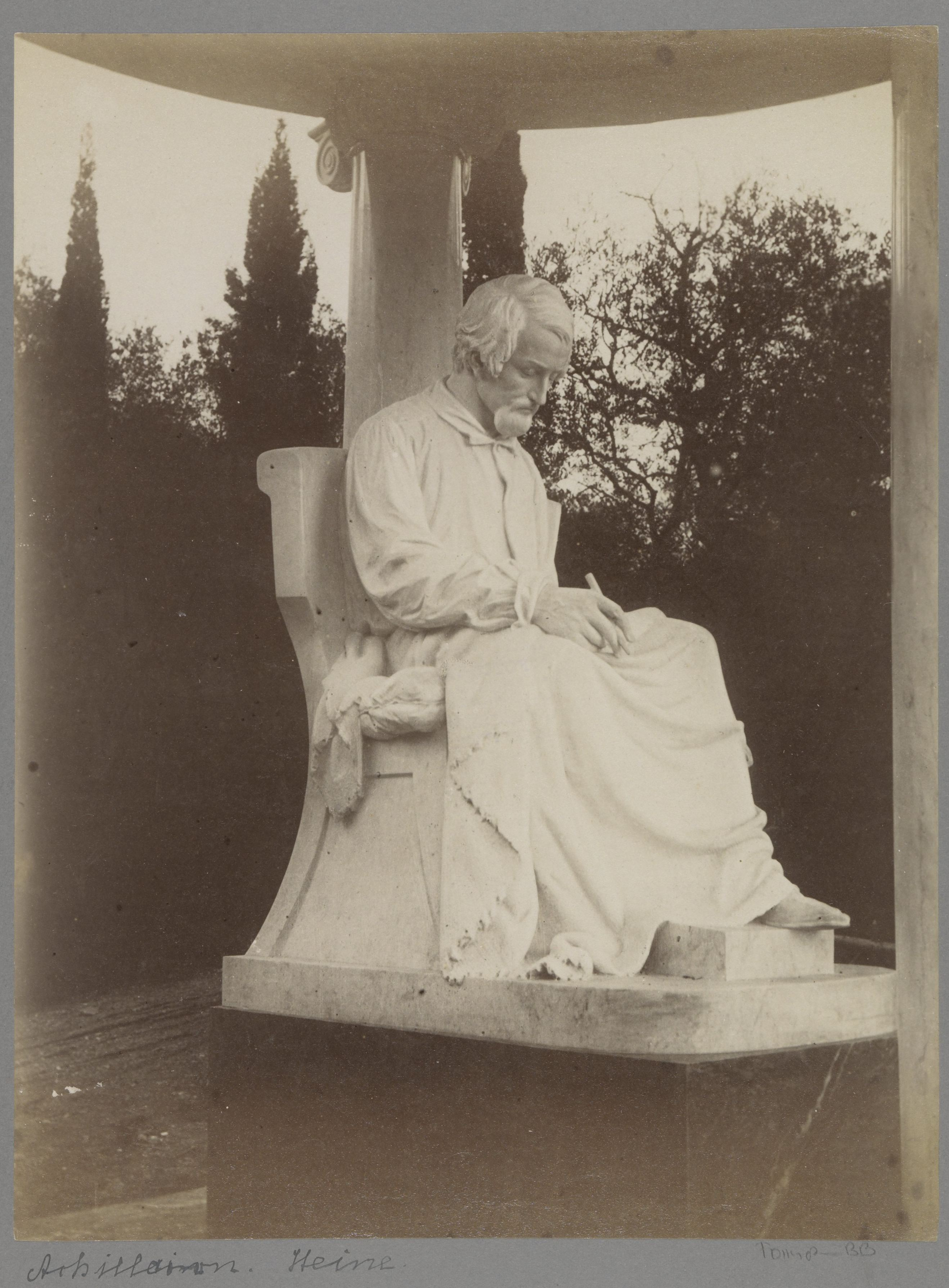
Heine-Denkmal auf Korfu
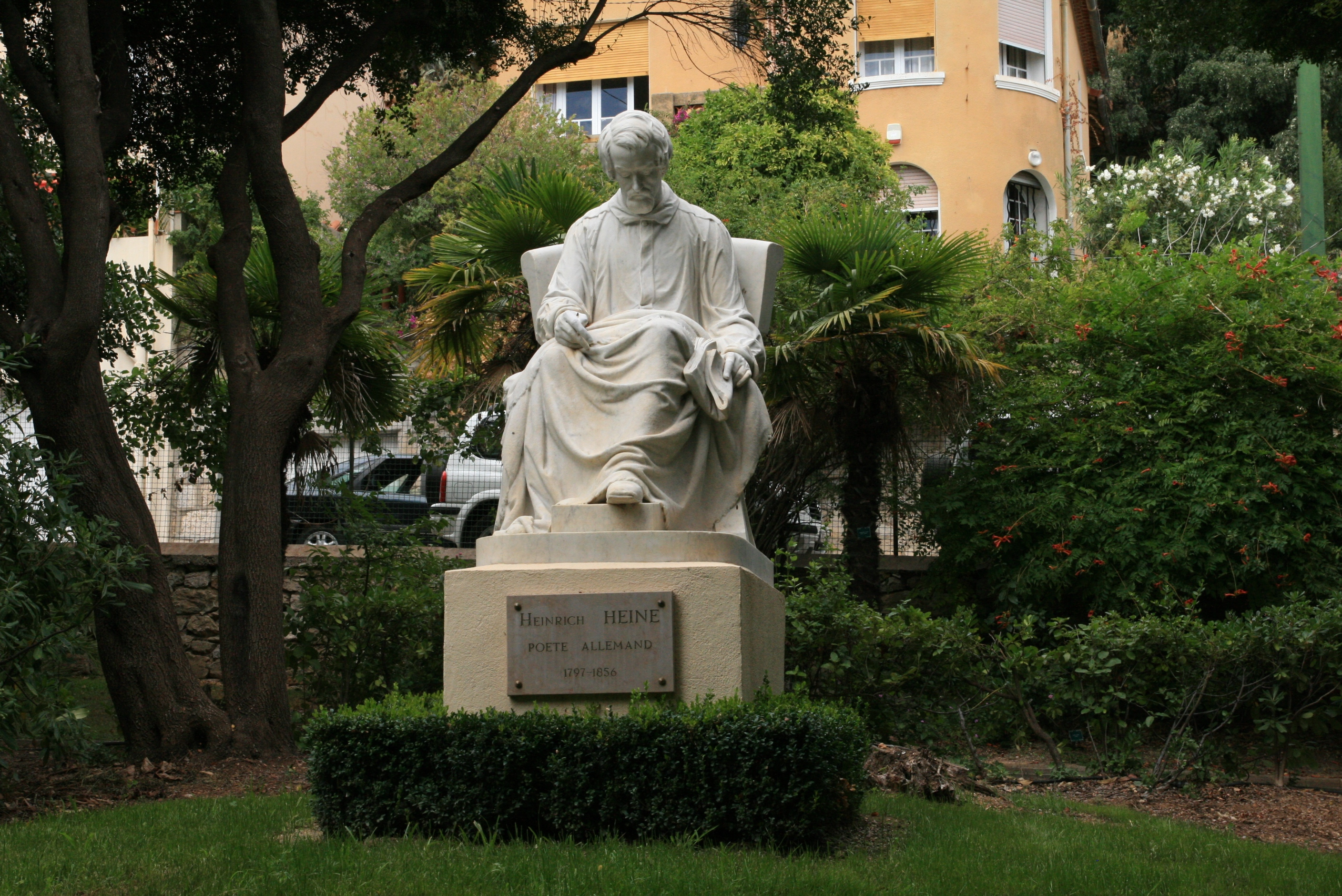
Heine-Denkmal in Toulon
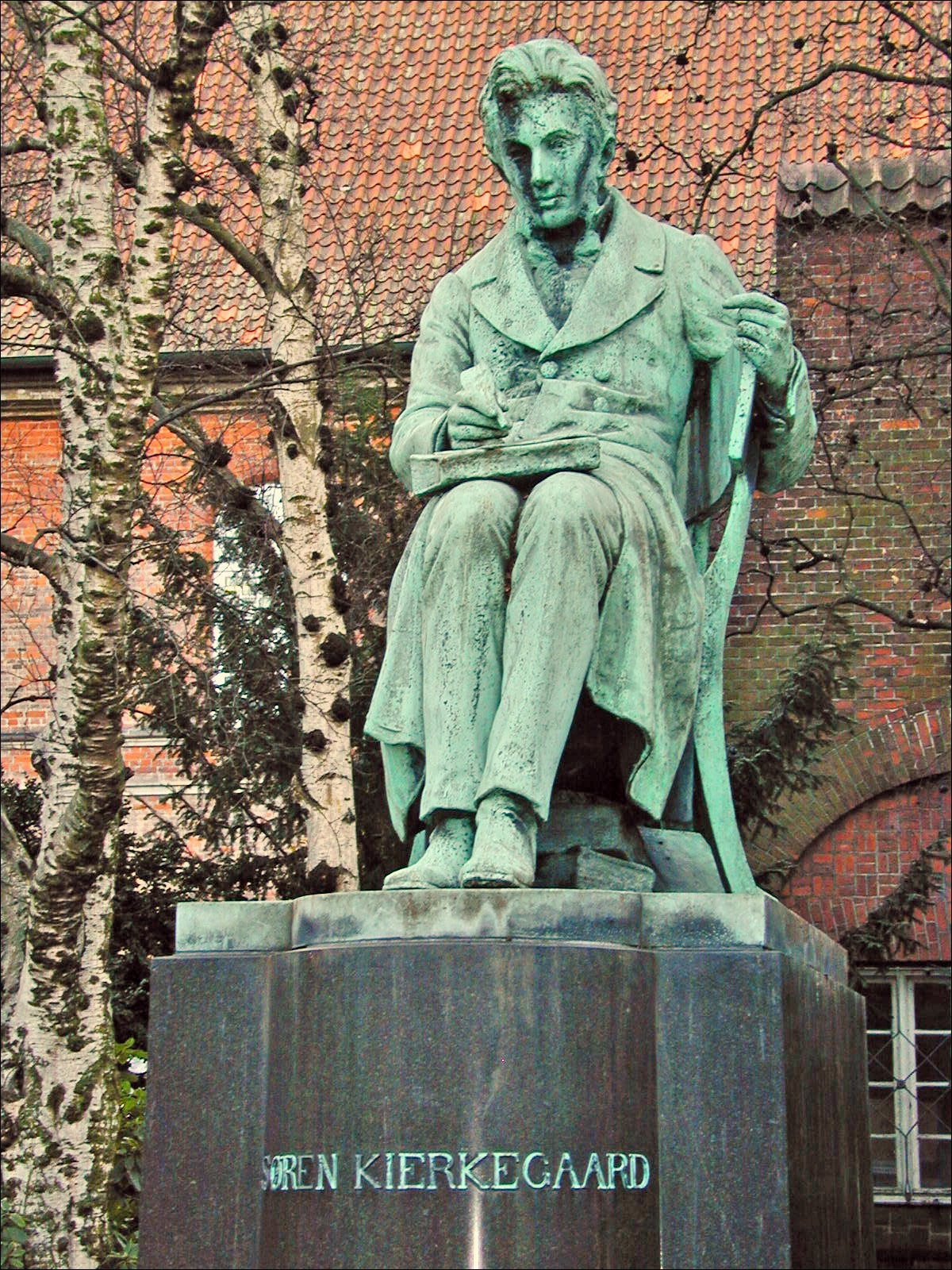
Søren Kierkegaards Denkmal, Garten Dänische Königliche Bibliothek, Kopenhagen (1879)
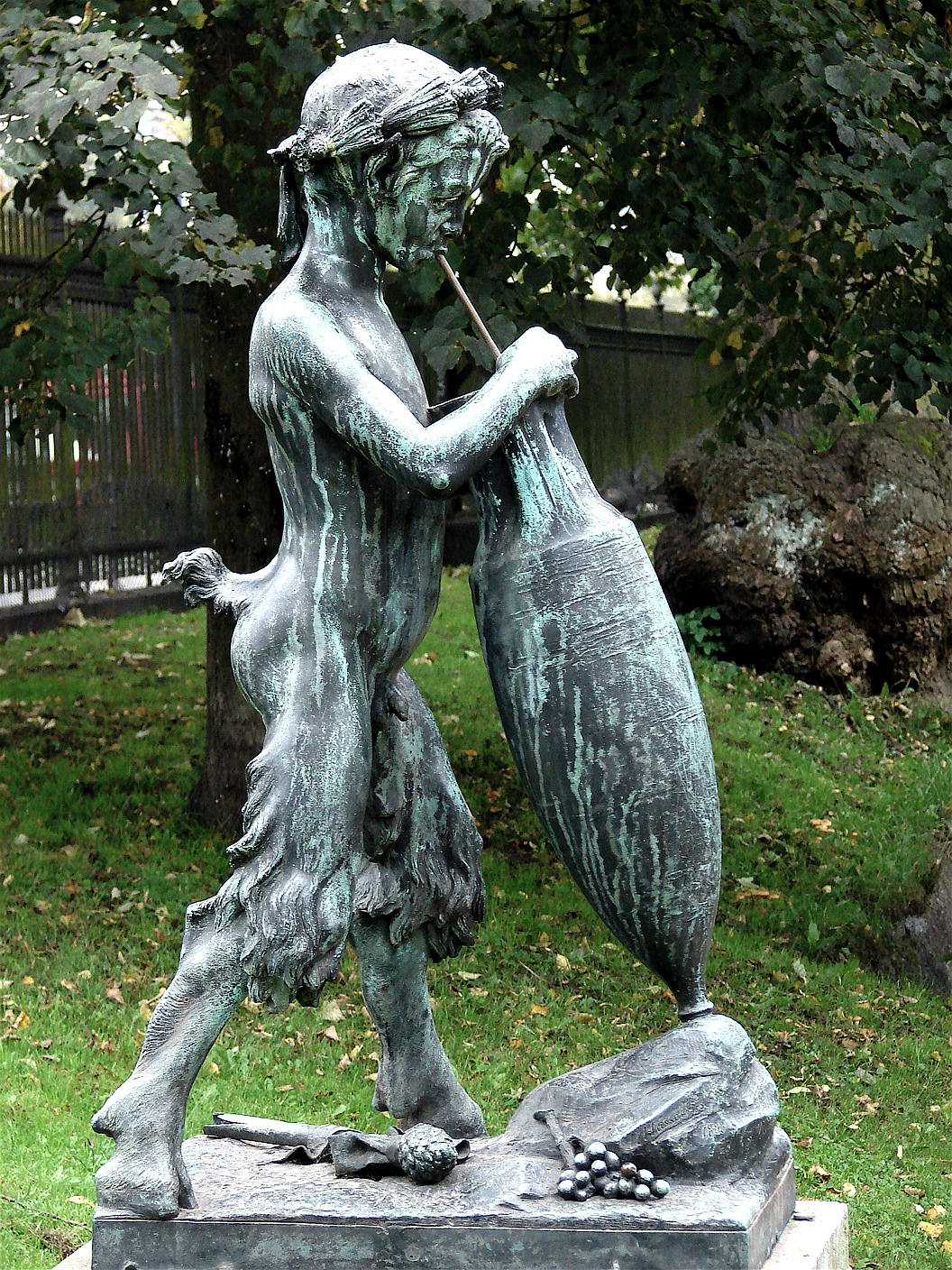
Weintrinkender Satyr, Ørsted Park, Kopenhagen (1888)
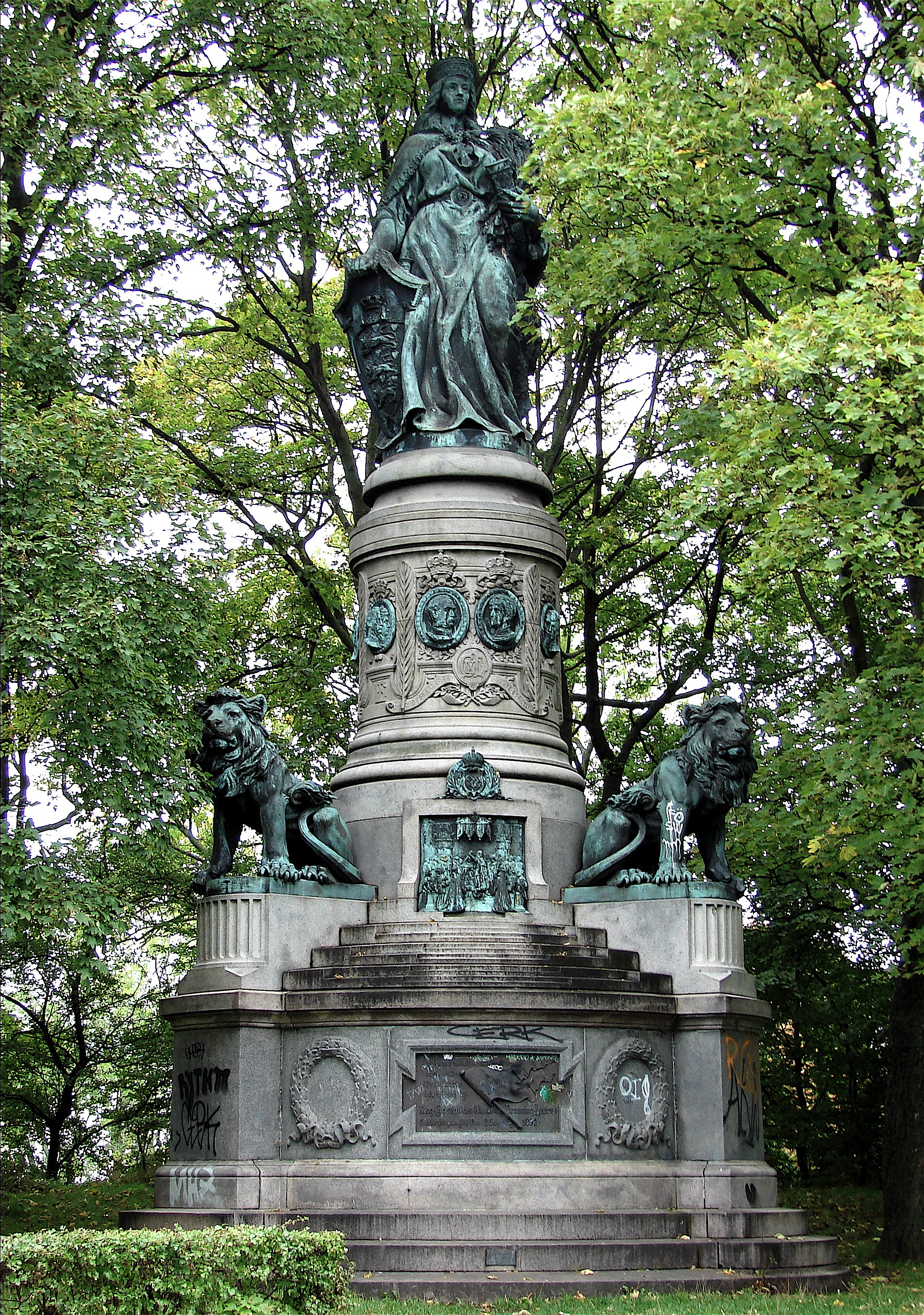
Dänemark-Denkmal, Østre Anlæg, Kopenhagen (1897)